# مارجوري كونراد
مارجوري كونراد (بالإنجليزية: Marjorie Conrad)‏ هي عارضة أمريكية، ولدت في 1 أكتوبر 1988.